# Haplochromis bicolor
Haplochromis bicolor – gatunek słodkowodnej ryby z rodziny pielęgnicowatych (Cichlidae). Niekiedy wydzielany był do monotypowego rodzaju Macropleurodus Regan, 1922.

## Występowanie
Gatunek endemiczny Jeziora Wiktorii w Afryce Wschodniej. Występuje nad piaszczystym i skalistym dnem strefy przybrzeżnej.

## Opis
Osiąga w naturze do 15 cm długości standardowej. Żywi się ślimakami i larwami owadów.

## Zagrożenia i ochrona
Populacja H. bicolor zmniejszyła się drastycznie po wprowadzeniu do jeziora okonia nilowego (Lates niloticus). Obecny jej stan jest słabo znany. Gatunek jest klasyfikowany w Czerwonej księdze gatunków zagrożonych IUCN w kategorii narażonych na wyginięcie (VU), choć rzeczywisty stan zagrożenia może być wyższy.